# Индекс инновационной способности экономики
Индекс инновационной способности экономики (National Innovative Capacity Index, NICI) — показатель национального экономического и политического потенциала, который определяет способность производить поток коммерчески значимых нововведений. Впервые был опубликован на Всемирном экономическом форуме в 2001 г. Россия в 2002 г. находилась на 34 месте среди стран мира по этому индексу. Основан на шести основных показателях:
- количество патентов, зарегистрированных в американском патентном ведомстве в расчете на 10 тыс. жителей;
- численность ученых и инженеров, занятых исследованиями и разработками;
- качество инновационной политики - защита прав интеллектуальной собственности, налоговые скидки и государственные субсидии для исследований и разработок в частном секторе, регулирование конкурентной борьбы;
- условия формирования инновационных кластеров - состояние и глубина развития кластеров, уровень локальной конкурентной борьбы, качество локальных потребителей;
- качество инновационной инфраструктуры - доступность исследовательских организаций и системы подготовки технических кадров, наличие венчурного капитала для реализации технически сложных проектов;
- ориентация компаний на инновационную активность - производство новых продуктов как фактор конкурентоспособности компаний, масштабы и уровень развития маркетинга новой продукции, влияние инноваций на производительность.

Применяется для сравнительной оценки экономических перспектив отдельных стран и регионов